# Joaquín Martínez Arboleya
Joaquín Martínez Arboleya, conocido por su seudónimo de Santicaten (Montevideo, 30 de diciembre de 1900-1984), fue un director y productor cinematográfico, empresario, novelista, ensayista y escritor uruguayo. Fue el autor uruguayo más leído en la década de los 70, habiendo publicado más de 40 libros.

## Biografía
En su juventud se aventuró por Europa. En los primeros años de la década de 1920, se encontraba en París donde asistió a la filmación de Violetas imperiales, película protagonizada por Raquel Meller. Esto despertó en él una curiosidad sobre la industria cinematográfica que sería la principal pasión en su vida. Años más tarde viajaría hasta Berlín y se presentaría en las oficinas de UFA, uno de los estudios cinematográficos más importantes del mundo en esos años, buscando un trabajo en la industria. Consiguió una entrevista con el director de la empresa, Ernst Hugo Correll, que le dio un puesto de trabajo como asistente a Günther Stapenhorst, un productor y director alemán. A partir de entonces vivió en Berlín pero trabajaría en Babelsberg en los estudios cinematográficos Babelsberg. En esta época viajaría por toda Europa, con excepción de Rusia, gran parte de África y Medio Oriente, realizando trabajos para la gran empresa alemana, aprendiendo el oficio del cine y relacionandose con importantes figuras dentro de la industria.

### Guerra civil española

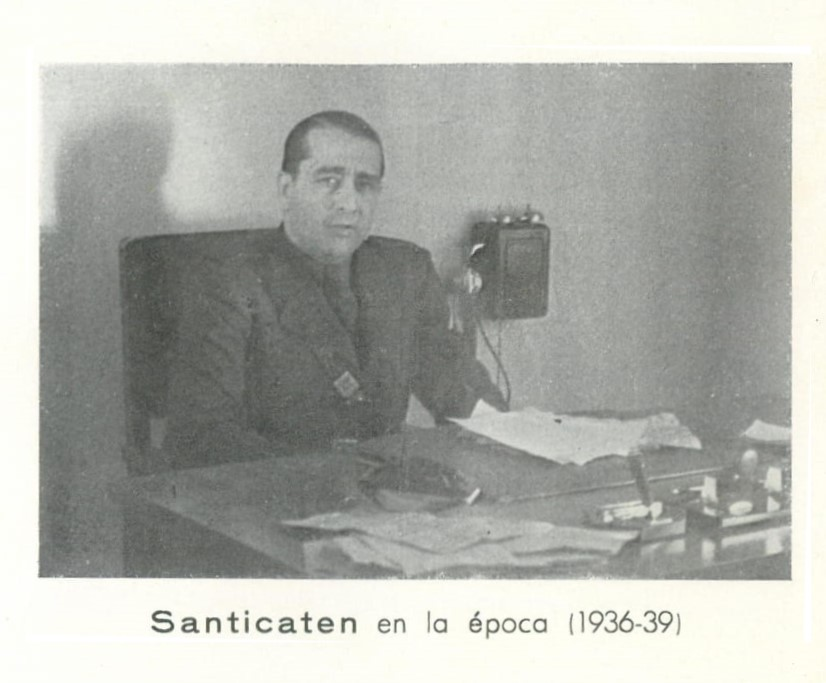
Santicaten en España durante la guerra civil española

Estando en España, ser testigo del fusilamiento de José Antonio Primo de Rivera cambió para siempre su percepción de la política. Después de este episodio, decidió enlistarse en las tropas nacionalistas como voluntario pero inicialmente no lo consigue ya que creían que él era un espía del Bando republicano. Finalmente el 10 de enero de 1937, el teniente coronel Juan Luis Beigbeder, incorpora a Martínez Arboleya a la Bandera de Marruecos. Participó en la guerra civil española por el bando nacional, luchando en la Batalla de Málaga. Junto a las tropas italianas, los regulares marroquíes y el ejército nacional, tomaron la provincia de Málaga en menos de una semana. Por su actuación en la guerra, fue condecorado con el Orden del Mérito Jalifiano por el Jalifa Muley Hassan Ben el Mehedi Ben Ismael, una de las más altas recompensas otorgada por el Protectorado español de Marruecos. Luego sería confiado por el Alto Mando español, para servicios especiales en misiones internas y en el exterior.
Martínez Arboleya estaba viviendo en Buenos Aires, Argentina en el año 1938 y es aquí donde se encuentra con su compatriota uruguayo Antonio Ángel Díaz. Díaz crea ese mismo año el cine noticiero Sucesos Argentinos y contrata a Martínez Arboleya como el director técnico de este nuevo emprendimiento. Uno de los trabajos más importantes que realizó Martínez Arboleya para la empresa es un documental sobre el hundimiento del Admiral Graf Spee en diciembre del año 1939 en Montevideo.
En 1946, decide instalarse definitivamente en Montevideo. Fue aquí que funda los Grandes Estudios Filmadores Rioplatenses. Más tarde se adhirió a la empresa Emelco y continuó su trabajo en el sector audiovisual. Martínez Arboleya que ya tenía una larga trayectoria en la producción y dirección en cine, fue el encargado de dirigir la filial uruguaya de Emelco.
Luego de un enfrentamiento con los propietarios de Emelco, en 1948, Martínez Arboleya decide fundar y dirigir su propio informativo nacional: Uruguay al día. Es la primera empresa de estas características totalmente nacionales en el Uruguay. Cinesur S.A. fue la empresa que fundó y con la cual comenzó a editar y producir de forma semanal el cine noticiario. En septiembre de 1951, El Correo de la UNESCO, realizó un estudio analítico entre 160 noticieros de 47 naciones y nombraría a Uruguay al día como uno de los cinco cine noticiarios modelo del mundo. Los cinco cine noticieros elegidos fueron: S.F. News de Suecia, Fox Movietone de Estados Unidos, Cine-Journal Suizo, Wir Said Dabei de Austria zona soviética y Uruguay al día. Fue un orgullo para la industria cinematográfica uruguaya que aún estaba en sus comienzos.

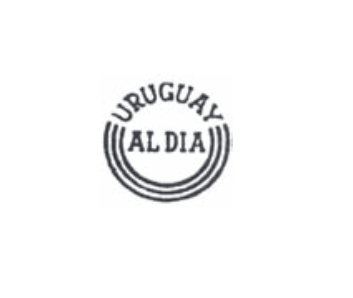
Logotipo del cine noticiero Uruguay al Día

Entre los días 15 y 22 de abril de 1956, se celebró en el Palacio Legislativo en Montevideo, el Primer Congreso de Prensa Filmada y Televisada Hispano-Luso-Americana. Delegados de 14 naciones de la lengua española y portuguesa, y observadores de los más importantes órganos internacionales, representaron los intereses de sus gobiernos y entidades en el congreso. El acto fue presidido por el Presidente del Senado Ledo Arroyo Torres. También presentes en la sesión estaban el Ministro de Relaciones Exteriores Santiago Rompani, el Ministro de Defensa Nacional el General Juan Pedro Ribas, el Ministro de Instrucción Pública y Previsión Social Renán Rodríguez y desde Argentina, el Ministro de Trabajo y Previsión Raúl Carlos Migone.  La comisión que se formó en esta asamblea eligió a Martínez Arboleya como el director general ejecutivo y primer mandatario administrador de la nueva entidad. En su rol de director, Martínez Arboleya, dio fin a este congreso con un discurso despidiendo a las delegaciones y clausurando el congreso habiendo establecido un nuevo vínculo de acercamiento y comprensión entre los pueblos hispano-luso-americanos. 
Se caracterizó como un crítico mordaz de la sociedad uruguaya de su época. Muchos lo rechazaron por su manifiesto anticomunista y antidemocrático. Eso no fue impedimento para que, en plena dictadura cívico-militar uruguaya, una de sus obras fuese retirada del mercado por considerarse «difamatoria».
Fue afiliado de la FET y de las JONS en Uruguay, que era la principal delegación suramericana de la Falange Exterior con cerca de 1000 afiliados. En una de sus misiones oficiales de parte del partido, viajaría a España donde se encontraría con Pilar Primo de Rivera, dirigente de la Sección Femenina de la Falange, hermana de José Antonio Primo de Rivera.

## Cine noticiario
Director
- Sucesos Argentinos (1938-1946)
- Emelco (1946-1948)
- Uruguay al día (1948-1964)[15]

## Películas
Director
- Alma y nervio de España (1937)[16]
- Primer noticiario especial para América (1937)
- La guerra por la paz (1937)
- España azul (1937)
- Segundo noticiario intercontinental (1938)
- Suspiros de España (1938)
- Voluntad - Falange en la Argentina (1938)
- Esta tierra es mía (1948)

Guionista
- Alma y nervio de España (1937)[5]
- Esta tierra es mía (1948)

Productor
- Uruguayos campeones (1948)[17]

## Obras literarias
- Trozos de vida (1927)
- Mujer (1929)
- Mujercitas (1929)
- Madame Drumm (1931)
- Por orden del sultán (1931)
- Juan Carlos Salazar (1932)
- Jenny, la mujer fatal de su vida (1935)
- Por qué luché contra los rojos (1961)
- Uruguay, año 2000 (1961)
- El error de Estados Unidos (1961)
- El país del miedo (1962)
- El loco del lago (1962)
- Campo de Mayo (1962)
- Luz mala (1963)
- Horizontes cerrados (1963)
- Trilogía histórica (1963)
- Proceso a Sodoma (1964)
- Océano Atlántico, esquina Río de la Plata (1964)
- Esta tierra es mía (1964)
- Aberración (1964)
- La cama:("trabajo" en 3 etapas) (1965)
- Las dos dimensiones (1965)
- El pantano (1966)
- ¡Oh deidad!... ¡Oh estiércol!... : ("comedia satírica" en tres actos) (1966)
- El camino (1967)
- Trilogía del crimen (1968)
- 1968: Novela verdad (1969)
- La maffia peroniana sobre el Río de la Plata (1969)
- Caos: Guerra Civil Española (1969)
- Versos de rompe y raja (1970)
- Nací en Montevideo (1971)
- Uruguay: al reencuentro de su destino: crónica de una revolución (1973)
- Charlas con el general Stroessner (1973)
- Ramón Pardías (1975)[12]
- Versos con alma y vida (1976)
- Mundo podrido (1976)
- Arroz y cicuta (1977)
- Cuando el diablo no tiene qué hacer... con la cola espanta las moscas (1977)[18]
- Rosa Rosa (1978)
- Por obra y gracia (1979)
- Elecciones sí, relajo no (1980)
- Una de 2...: Primer tiempo (1983)